# Edmond Genet
Edmond Charles Clinton Genet född 9 november 1896 i Ossining New York USA död 17 april 1917 i Frankrike, var en amerikansk flygpionjär.
Genet militärutbildades i US Navy, där han var placerad på krigsfartyget Georgia. Sedan första världskriget bröt ut begärde han avsked för att deltaga i striderna på den franska sidan. I slutet på januari 1915 placerades han i Franska främlingslegionen. Efter två månader på olika träningsläger placerades hans regemente i norra Frankrike, där han deltog i anfallet mot Bois Sabot. Anfallet var en stor besvikelse. Av totalt 500 soldater från två franska kompanier överlevde endast 31. Efter slaget hösten 1915 dras regementet bort från fronten för att omorganiseras och ge soldaterna vila. Medan han var i Paris blev han under våren 1916 kommenderad till franska flygvapnet. 22 januari 1917 överfördes han till det nybildade Escadrille Lafayette. Under ett flyguppdrag 17 april 1917 träffades hans flygplan av luftvärnseld, och han blev den förste amerikanska pilot som dödades sedan USA hade anslutit sig till första världskriget.
Han var barnbarn till den franske ambassadören Edmond-Charles Genêt, som var verksam i USA under den franska revolutionen.